# Sanremo 2008 (compilation)
Sanremo 2008 è un album compilation pubblicato il 29 febbraio 2008 dall'etichetta discografica EMI.
Il CD contiene 6 brani degli artisti BIG in gara, 6 degli artisti GIOVANI più due bonus track.

## Tracce
1. Finley - Ricordi
2. Sergio Cammariere - L'amore non si spiega
3. Gianluca Grignani - Cammina nel sole
4. Mario Venuti - A ferro e fuoco
5. Amedeo Minghi - Cammina cammina
6. Max Gazzè - Il solito sesso
7. Milagro - Domani
8. Valerio Sanzotta - Novecento
9. Andrea Bonomo - Anna
10. Jacopo Troiani - Ho bisogno di sentirmi dire ti voglio bene
11. Melody Fall - Ascoltami
12. La Scelta - Il nostro tempo
13. Belinda - If We Were
14. Ben Harper and the Innocent Criminals - Fool for a Lonesome Train